# كيكوال مفترش
كيكوال مفترش  (الاسم العلمي:Quisqualis prostrata) هي نوع نباتي يتبع جنس الكيكوال من الفصيلة القمبريطية. 